# 一木有海
一木 有海（いちき あみ, 1994年5月25日—）是出身於日本東京的童星talent。屬於レプロエンタテインメント（Jclass）的一員。

身高151公分。血型是B型。喜歡吃的食物有漢堡，蘑菇類與松糕。在2004年度播出的ほんとにあった怖い話裡擔任「ほん怖クラブメンバー」的固定班底而活躍。常常表現出精明與冷靜沉著的樣子，事實上是ほん怖クラブ成員裡排名前1,2名膽小的。2005年度開始在天才兒童MAX裡擔任TV戰士演出中。還是一樣地精明。由於她的外貌與服裝的關係，很早之前就非常受到歡迎。另外也從2007年3月號開始擔任雜誌『ピチレモン』的模特兒。

## 天才兒童MAX
- 相當不擅長運動，在不會騎自行車的情況下加入了『天TV女子一輪車部』 。當然在一開始也完全不會騎一輪車，但是在成員們的鼓勵與自己努力練習的情況下，終於學會了騎一輪車。接著經過了集訓與一輪車馬拉松大會的磨練，加上不斷的練習，最後終於在大會正式比賽時成功地演出。不止使許多觀眾感動，自身也有了極大的成長。
- 在2005年度『天TV連續劇』的『網姫千鈞一髪!』裡飾演主角「網姫」。
- 『快樂星期四』裡擔任擔任早起隊的隊長而活躍。另外也持有「ポッ（啵）」（「優克迪花園」的花綻放之情景）的笑料。
- 在2006年度的『這裡是「週刊優克迪爾」編輯部』中，以「『ひねり』で時代は変わる！！（以『扭轉』改變時代!!）」為題，展示了自己所發現能讓身體變得更柔軟的「ツイスト体操（扭轉體操）」，按照步驟練習，身體就能變得越來越柔軟。

## 演出

### 電視
- 「天才兒童MAX」（2005年－2008、NHK教育）
- 「あいのうた」（2005年、日本電視台）第7話
- 「海猿」（2005年、富士電視台）
- 「ほんとにあった怖い話2ndSeason」（2004年－2005年、富士電視台）
- 「水曜プレミア四分の一の絆」（2004年、TBS）
- 「ジェイチェキ」（2004年、エンタ!371）
- 「ジュニアでGO！」（2003年、エンタ!371）

### 廣告
- 「サロンスタイル」（コーセー）

### 電影
- 「オペレッタ狸御殿」（2005年、松竹）
- 「解夏」（2004年、東映）

### 其他
- 「PurePure ピュアピュア」（2005年、辰巳出版）
- 「HEART of GOLD」（2004年）
- 「小学三年生」（2004年－2005年、小学館）
- 「ちゃお」（2004年、小学館）
- 「なかよし」（2004年、講談社）
- 「小学二年生」（2003年、小学館）
- 「櫻井智＆朝倉薫劇団クリスマスファンタジーライブ」（2003年）
- 「ルームリンク秋冬号」（2002年、SONY）

## 外部連結
- レプロジェイクラス
- 官方個人簡介